# Лебедева, Ирина Владимировна
Ири́на Влади́мировна Ле́бедева (род. 9 января 1956, Ростов, Ярославская область) — советский и российский искусствовед, директор Государственной Третьяковской галереи (2009—2015). Академик РАХ по Отделению искусствознания и художественной критики (2012; член-корреспондент 2008). Заслуженный работник культуры Российской Федерации (2006).

## Биография
Ирина Владимировна Лебедева родилась в городе Ростове Ярославской области в 1956 году. В 1980 году она окончила кафедру истории искусства исторического факультета Ленинградского государственного университета имени А. А. Жданова (ЛГУ). Ещё во время учёбы в университете Лебедева начала работать в Государственном Русском музее в Ленинграде.
В 1985 году Лебедева начала работать научным сотрудником в Государственной Третьяковской галерее (ГТГ), принимала участие в перемещении коллекции советского искусства из здания на Лаврушинском переулке в музейный комплекс на Крымском валу и формировании новой экспозиции искусства XX века. В 1987 году Лебедева стала старшим научным сотрудником. Спустя 11 лет, в 1998 году, она заняла пост заместителя заведующего отделом живописи первой половины XX века. В 2001 году Лебедева возглавила этот отдел, а в 2005 году генеральный директор галереи Валентин Родионов назначил её своим заместителем по научной работе.
Лебедеву называли одним из ведущих специалистов по русскому авангарду, она принимала активное участие в организации выставок искусства XX века в России и за рубежом, была организатором выставки творчества Энди Уорхола в Третьяковской галерее. В 2007 году она вошла в оргкомитет ежегодного всероссийского конкурса на присуждение премии в области современного визуального искусства «Инновация».
В 2007 году министр культуры России Александр Соколов назвал некоторые экспонаты выставки «Соц-арт» в Париже «позорящей страну порнографией». В ответ руководство галереи сняло с неё 17 экспонатов. Впоследствии Лебедева приветствовала увольнение куратора выставки и главы отдела новейших течений ГТГ Андрея Ерофеева, заявив что «по характеру он разрушитель», хотя пресса сообщала, что списки экспонатов на ту выставку она утверждала лично.
В апреле 2008 года Лебедева была одним из авторов коллективного письма президенту России Дмитрию Медведеву, в котором просила запретить принадлежащей Елене Батуриной компании «Интеко» строительство на месте галереи на Крымском валу многофункционального комплекса «Апельсин» по проекту британского архитектора Нормана Фостера.
В мае 2009 года стало известно о кадровых перестановках в руководстве Третьяковки. Сообщалось, что Родионов уходит на «вынужденную» пенсию. Месяцем спустя Родионов официально представил работникам музея Лебедеву и назначил её исполняющей обязанности генерального директора Третьяковской галереи. 17 июля Родионов был отправлен в отставку и на его место 19 июля приказом министра культуры России Александра Авдеева была назначена Лебедева. Она стала первой женщиной, занявшей эту должность.
После своего назначения Лебедева рассказала, что разочарована отсутствием интереса публики к выставке современного искусства на Крымском валу и заявила, что хочет привлечь зрителя к этому культурному пласту. Также она пообещала изменить стратегию галереи, чтобы сделать её «музеем XXI века», и наладить контакт с Русской православной церковью по вопросам современного искусства. Как писала «Газета.Ru» Лебедева способна была претендовать на роль не только завхоза, но и музейного идеолога. Уже осенью 2009 года директор музея фигурировала в сообщениях прессы, посвящённых реализации международной инновационной программы «Искусство. Новый взгляд». В рамках этого проекта Третьяковская галерея вместе с коммуникационной группой JMCommunication и компанией «Визуальные инновации» представила объёмные репродукции произведений русского авангарда XX века — в трёхмерном изображении их можно было увидеть на плазменных экранах выставочного пространства Московского международного аэропорта Домодедово — Domodedovo Art Gallery. «Музей выходит к людям за пределы своего пространства. Для нас очень важно, что мы наше национальное искусство пытаемся показать более широкому кругу зрителей», — комментировала директор Третьяковки новую экспозицию.
В марте 2011 года в блогах было опубликовано анонимное письмо «о коррупционной составляющей в действиях» Лебедевой: директора галереи обвинили в присвоении служебных квартир, незаконном начислении премий и распродаже фондов музея в частные коллекции. Министр культуры Авдеев, которому было адресовано данное письмо, отверг все обвинения в адрес Лебедевой. Поддержали её в открытом письме и сотрудники Третьяковской галереи. Сама Лебедева назвала обвинения завистливой реакцией на успех недавних выставок.
В феврале 2012 года Лебедева была включена в список доверенных лиц Владимира Путина, который выступал в качестве кандидата на назначенных на март президентских выборах.
Заслуженный работник культуры РФ. В биографии Лебедевой на официальном сайте галереи, а также в новостях РИА Новости и ИТАР-ТАСС указывалось, что она является членом-корреспондентом Российской академии художеств (РАХ). Действительный член Российской академии художеств.

## Награды
- Кавалер ордена Почётного легиона (2011, Франция)[28]
- Заслуженный работник культуры Российской Федерации (25 июля 2006) — за большой вклад в развитие музейного дела и многолетнюю плодотворную культурно-просветительскую деятельность[3]